# Fangerne på Fortet
Fangerne på Fortet var den danska upplagan av TV-programmet Fort Boyard. Det sändes på TV3 Danmark mellan 1993 och 2000 samt 2009 och 2010. Programledare vara Thomas Mygind mellan 1993 och 1999. Han hade hjälp av Camilla Sachs Bostrup mellan 1993 och 1995, Kamilla Gregersen mellan 1995 och 1997 och Camilla Ottesen mellan 1997 och 2000. Ottessen ledde också programmet 2009 och 2010 med Peter Schmeichel. I tornet satt Ove Sprogøe, Ole Ernst och Tage Axelson. Programmet spelades in Frankrike på Fort Boyard.

## Programmet
Programmet går ut på att ett eller två lag tävlar om att komma in i fortets skattkammare och hämta så många guldmynt som möjligt inom en viss tid. För att kunna komma in i skattkammaren måste laget/lagen samla in nycklar som de vinner genom att klara av olika celler, dueller och gåtor. Därefter måste de samla in ledtrådar som bildar ett lösenord. Om laget/lagen lyckas komma på det rätta lösenordet ges möjlighet till att samla guldmynt. Ofta skänks pengarna till välgörande ändamål eller tillbaka till fortet.

## Medverkande
- Programledare: Thomas Mygind (1993-2000), Camilla Sachs Bostrup (1993-1995), Kamilla Gregersen (1995-1997), Camilla Ottesen (1997-2000 och 2009-2010), Peter Schmeichel (2009-2010)
- Vismanden i tårnet: Ove Sprogøe (1993), Tage Axelson (1993-1995), Ole Ernst (1995-2000)